# Го Можо
Го Можо (кит.: 郭沫若; *16 листопада 1892 —†12 червня 1978) — китайський письменник, поет, драматург, історик, громадський діяч.

## Життєпис
Походив із заможної родини, що займалася лляними тканинами. Народився в міській окрузі Лешань (провінція Сичуань) 1892 року. Поступив до середньої школи в Ченду. Після закінчення середньої школи 1914 року виїхав до Японії, де здобув медичну освіту в університеті Кюсю, водночас добре засвоївши японську мову. Втім лікарем не став, захопившись з 1919 року літературою. У 1922 році став одним з організаторів товариства «Творчість» (Чуанцзао).
У 1926 році повертається до Китаю — м. Гуанчжоу (провінція Гуандун). Протягом 1926—1927 років брав участь у громадянській війні як політкомісар революційних військ, дослужившись до заступника директора Головного політичного управління національно-революційної армії у званні старший лейтенант. У 1927 році стає членом Комуністичної партії Китаю. Брав участь у повстанні проти уряду Гоміньдан. Після поразки революції 1928 року виїхав в еміграцію до Японії (на нього було видано арешт урядом Чан Кайши). Тут перебував до 1937 року.
У 1937 році, на початку нової війни Китаю з Японією, повертається на батьківщину (канадським теплоходом «Квін» прибув до Шанхаю). Тоді ж опублікував низку статей на підтримку Чан Кайши. Того ж року перебирається до Нанкіна. Го Можо за сприяння комуністів, перш за все Чжок Еньлая, займав важливі пости в політуправлінні національної армії (директора Управління політвідділу Третьої військової ради).
У 1938 році перебирається до Чунціна, тимчасової столиці країни. У 1940 році призначається головою Комітету в справах культури. На цій посаді організовує літературні лекції, семінари з міжнародних питань. У 1941 році за рішенням Південного Бюро КПК залишив Чунцін.
Після капітуляції Японії 1945 року брав участь у боротьбі за демократизацію Китаю, проти урядового терору Гоміньдана. Того ж року відвідав Індію, Іран, Радянський Союз. В 1948 перебрався у так звані «Звільнені райони», що були підконтрольні комуністам.
Після установлення з 1949 року влади комуністів в Китаї Го Можо обіймав посади голови Всекитайської асоціації діячів літератури і мистецтва, президента Академії наук, члена керівництва Всекитайської ради народних представників (парламенту КНР). У 1951 році був удостоєний Ленінської премії миру СРСР.
У 1966 році він публічно зрікся від усього написаного, схвалив «культурну революцію», увійшов до складу підданого чищенню керівництва Комуністичної партії Китаю. Наприкінці життя він «вітав падіння „банди чотирьох“».
Помер у Пекіні 1978 року.

## Творчість
Відомий як автор однієї з перших книг нової поезії — збірка «Нюйшень» («Богині», 1921 рік). Новаторська за формою, в чомусь запозичена у західних поетів, романтично-експресивна за духом, книга сповнена переходом від бунтів до розчарувань. У наступній книзі автора «Сінкун» («Зоряний простір») тема розчарування стане переважати.
Напочатку 1920-х років Го Можо опублікував також кілька коротких п'єс на історичні сюжети антифеодальної спрямованості, дещо в чому автобіографічних сентиментальних оповідок, зокрема «Ганьлань» («Оливи»), збірку любовної лірики «Пін» («Ваза»). Водночас перекладав фрагменти з «Фауста» і «Війни і миру».
У 1924 році Го Можо почав переходити на позиції «революційної літератури», що відображено в збірці віршів «Цяньмао» («Авангард»).
Перебуваючи в Японії у 1930-х роках, займався вивченням стародавньої історії, писемності та філософії Китаю («Стародавні китайські соціальні дослідження», 1930 рік), одночасно написавши 4 томи мемуарів про своє життя у літературі та політиці.
Напочатку 1940-х років створив 6 великих історичних п'єс із злободенним підтекстом, з яких найбільшу популярність здобула трагедія «Цюй Юань» про великого поета-патріота давнини. У воєнні роки він випустив також збірки віршів «Чжань шен» («Голоси війни») і «Тяотан» («Цикади»).
У перший період КНР він публікує декілька збірок віршів, дві історичні драми («Цай Вень-цзи» та «У Цзетянь»), чимало публіцистичних та наукових робіт.